# Харченко, Виктор Николаевич
Виктор Николаевич Харченко (1936—2016) — советский и российский учёный, заведующий кафедрой физики Московского государственного университета леса (1977—2013). Заслуженный деятель науки РФ.

## Биография

### Образование и работа
Родился 18 октября 1936 г. в с. Чалдовар Киргизской ССР. Окончил среднюю школу с золотой медалью (1954) и Московский лесотехнический институт (1959).
По окончании института был распределён в Крестецкий леспромхоз ЦНИИМЭ, где работал в конструкторском бюро под руководством специалиста в области лесных машин Г. К. Ступнева. В 1960 году поступил в аспирантуру кафедры теплотехники МЛТИ. Защитил кандидатскую диссертацию «Теплообмен и трение при турбулентном обтекании воздухом проницаемой поверхности при вдуве инородных газов». В 1964—1977 — научный сотрудник Центрального аэрогидродинамического института. Работал в отделе аэродинамического нагрева и тепловой защиты гиперзвуковых летательных аппаратов. По результатам работ защитил докторскую диссертацию в совете Института теплофизики Сибирском отделении АН СССР.
С 1977 по 2013 годы — заведующий кафедрой физики Московского государственного университета леса.
Доктор технических наук (1975), профессор (1979), академик РАЕН. Его работы опубликованы в научных журналах, многократно докладывались на крупных научных конференциях в России и за рубежом. Области его научных интересов:
- Тепломассообмен в энергетических установках
- Низкотемпературная плазма
- Физические методы космического мониторинга природных ресурсов

### Смерть
Умер 29 июля 2016 года после продолжительной тяжёлой болезни. Он похоронен на Островецком кладбище в Московской области.

### Семья
Отец — Николай Александрович Харченко, учитель математики и физики, погиб в 1943 г. на фронте. Мать — Анна Ильинична Харченко (Будянская).

## Награды и звания
- Заслуженный деятель науки РФ
- Награждён почётным знаком «Изобретатель СССР»